# Jan Paweł Pełech
Jan Paweł Pełech (ur. 29 maja 1962 we Wrocławiu) – polski operator filmowy, pedagog.
Absolwent Wydziału Operatorskiego PWSFTviT w Łodzi. Autor i współautor zdjęć do ponad 60 filmów dokumentalnych, kilku seriali dokumentalnych i bardzo wielu reportaży. Członek Stowarzyszenia Filmowców Polskich. Od grudnia 2009 do sierpnia 2012 nauczyciel realizacji filmowej w Państwowym Policealnym Studium Animatorów Kultury i Bibliotekarzy „SKIBA” we Wrocławiu, od października 2010 do maja 2012 wykładowca realizacji filmowej w Akademii Filmu i Telewizji w Warszawie. Mąż montażystki Haliny Usielskiej Pełech.

## Filmografia
- 2015: 25 x Witkacy reż. Urszula Dubowska
- 2015: Chłopski Skarga reż. Ewa Szprynger
- 2014: „Śpieszmy się kochać” rez. Anna Więckowska
- 2013: Śladami złotego reż. Beata Hyży-Czołpińska
- 2012: Reprezentacja reż. Anna Więckowska
- 2012: Alfred Wierusz-Kowalski reż. Beata Hyży-Czołpińska
- 2012: Wielki człowiek małej grafiki reż. Beata Hyży-Czołpińska
- 2012: Beauty and the Brest (tyt. polski Piękna i Bestia) reż. Liliana Komorowska
- 2010: Ręka fryzjera reż. Tadeusz Król
- 2010: Piksele (operator kamery – nowela Filip) reż. Jacek Lusiński
- 2009: Atak Hitlera na Polskę. Jak rozpoczęła się II wojna światowa reż. Michał Nekanda-Trepka
- 2009: Było sobie miasteczko... reż. Tadeusz Arciuch i Maciej Wojciechowski
- 2009: Każde dotknięcie zostawia ślad – Alina Szapocznikow (operator kamery 2) reż. Anna Zakrzewska, Joanna Turowicz
- 2009: Stół...  reż. Sławomir Koehler
- 2008: Krąg rodziców reż. Tadeusz Król
- 2008: 1000 razy Solidarność reż. Sławomir Koehler
- 2007: Tatrzański Park narodowy – Misterium przyrody (współoperator) reż. Ewa Banaszkiewicz
- 2007: Dawno temu w PRL-u reż. Sławomir Koehler i Włodzimierz Frackiewicz
- 2007: Wrzesień 1939 (steadicam) reż. Jacek Lusiński
- 2007: Leśnym tropem-Noclegowisko gawronów reż. Barbara Grygo
- 2006: Śladami złodziei aniołów-Madonna z Gościeszyna reż. Jakub Nowak
- 2006: Śladami złodziei aniołów-Od Tintoretta do Kossaka reż. Jakub Nowak
- 2006: Śladami złodziei aniołów-Bieszczadzka Królowa reż. Jakub Nowak
- 2006: Śladami złodziei aniołów-Relikwie z Lublina reż. Jakub Nowak
- 2006: Żyć z przeszczepem reż. Krzysztof Kępa i Stanisław Wolny
- 2006: Aleksander Kwaśniewski. Między Lechem a Lechem reż. Sławomir Koehler
- 2006: Solidarity-The Begining Of The Revolution reż. Andrzej Słodkowski
- 2006: Standing Tall At Auschwitz reż. Paul Freedman
- 2005: Zapiski znalezione w trawie reż. Jakub Nowak
- 2005: Niezwykły teatr reż. Urszula Dubowska
- 2005: Życie jest piękne reż. Marek Czunkiewicz
- 2005: Tego nie da się zapomnieć reż. Ewa Żmigrodzka, Krzysztof Zwoliński
- 2005: Teczki i Pandory reż. Ewa Żmigrodzka, Krzysztof Zwoliński
- 2004: Mastersi reż. Beata Hyży-Cozłpińska
- 2003: Specjalista reż. Sebastian Czech
- 2003: Gilgamesz po góralsku reż. Jakub Nowak
- 2003: Autobus przyjedzie znowu reż. Krzysztof Rączyński, Robert Kamyk
- 2002: Mój własny Ursynów reź. Sebastian Czech
- 2002: Taśmy grozy reż. Marek Czunkiewicz
- 2002: Juma reż. marek Czunkiewicz
- 2002: Chcemy być piękni reż. Andrzej Gajewski
- 2002: Testament reż. Ewa Świecińska
- 2002: Sztuka kochania według Wisłockiej reż. Konrad Szołajski
- 2002: Maszer reż. Beata Hyży-Czołpińska
- 2002: Granica marzeń reż. Marek Czunkiewiecz
- 2001: Szlaban reż. Andrzej Bogoryja-Zakrzewski
- 2000: Dalajlama – filozof nadziei i ludzkiego współodczuwania reż. Barbara Lorynowicz
- 2000: Erotomani reż. Jacek Jędrzejewicz
- 2000: Juliusz Słowacki tańczy (operator steadicamu) reż. Krzysztof Magowski
- 2000: Druga strona ziemi reż. Monika Michalak i Leszek Wajcman
- 2000: Małe ojczyzny – Kościan reż. Krzysztof Kępa
- 1999: Tryptyk ojczysty reż. Zbigniew Kowalewski
- 1999: Alpiniarz reż. Jacek Jędrzejewicz
- 1998: Ejszyszki, Ejszyszki... reż. Tadeusz Arciuch
- 1998: Rok Papieża reż. Barbara Lorynowicz
- 1997: 17 dni września reż. Józef Gębski
- 1997: Świat Matki Teresy reż. Barbara Lorynowicz
- 1996: Już nie mogę przestać być damą reż. Jolanta Kessler
- 1995: Magda reż. Monika Michalak, Leszek Wajcman
- 1995: Zbir reż. Włodzimierz Frąckiewicz
- 1995: Ethic in Nazi Medicine reż. John Michalczyk
- 1995: Mandala Muzyczna – Rak: Urszula Dudziak reż. Robert Baliński
- 1995: Krzysztof Sieniawski reż. Krzysztof Wojciechowski
- 1995: Bilet w jedną stronę reż. Jacek Siwecki
- 1995: Józef Warszawski reż. Józef Gębski
- 1995: Andrzej Celarek reż. Krzysztof Wojciechowski
- 1994: Missa Poloniae reż. Zbigniew Kowalewski
- 1994: Summa Technologiae reż. Adam Ustynowicz
- 1994: Dech łodzi reż. Robert Baliński
- 1993: Mandala Muzyczna – Wodnik: Józef Skrzek reż. Robert Baliński
- 1992: Eskurial reż. Mariusz Wojaczek
- 1991: Bezimienni z Ałtaju reż. Anna T. Pietraszek
- 1991: Zniewolone góry reż. Anna T. Pietraszek
- 1991: Zrozumieć lodowiec reż. Anna T. Pietraszek
- 1990: Widziane z góry reż. Stanisław Suchoń
- 1990: Spacer reż. J. Paweł Pełech
- 1990: Ptasia rzeka reż. Joanna Wierzbicka
- 1990: Czerwone bagno reż. Joanna Wierzbicka
- 1990: Kulik Wielki (II operator) reż. Joanna Wierzbicka
- 1990: Książ i żebrak (II operator) reż. Joanna Wierzbicka
- 1990: Dokąd odlecą dubelty (II operator) reż. Joanna Wierzbicka